# Elezioni parlamentari in Cile del 1965
Le elezioni parlamentari in Cile del 1965 si tennero il 14 marzo per il rinnovo del Congresso nazionale (Camera dei deputati e Senato).

## Risultati

### Camera dei deputati
| Liste                                  | Voti      | %     | Seggi |
| -------------------------------------- | --------- | ----- | ----- |
| Partito Democratico Cristiano del Cile | 995 187   | 43,60 | 82    |
| Partito Radicale del Cile              | 312 912   | 13,71 | 20    |
| Partito Comunista del Cile             | 290 635   | 12,73 | 18    |
| Partito Socialista del Cile            | 241 593   | 10,58 | 15    |
| Partito Liberale                       | 171 979   | 7,53  | 6     |
| Partito Conservatore Unito             | 121 882   | 5,34  | 3     |
| Partito Democratico Nazionale          | 74 585    | 3,27  | 3     |
| Democracia Agrario Laborista           | 22 552    | 0,99  | –     |
| Partito Democratico                    | 21 518    | 0,94  | –     |
| Azione Nazionale                       | 15 173    | 0,66  | –     |
| Vanguardia Nacional del Pueblo         | 5 637     | 0,25  | –     |
| Comandos Populares                     | 3 121     | 0,14  | –     |
| Indipendenti                           | 5 669     | 0,25  | –     |
| Totale                                 | 2 282 443 | 100   | 147   |

### Senato
| Liste                                  | Voti      | %     | Seggi |
| -------------------------------------- | --------- | ----- | ----- |
| Partito Democratico Cristiano del Cile | 633 241   | 47,83 | 11    |
| Partito Radicale del Cile              | 171 238   | 12,94 | 3     |
| Partito Socialista del Cile            | 147 741   | 11,16 | 3     |
| Partito Comunista del Cile             | 142 088   | 10,73 | 2     |
| Partito Conservatore Unito             | 96 129    | 7,26  | –     |
| Azione Nazionale                       | 55 287    | 4,18  | –     |
| Partito Liberale                       | 43 711    | 3,30  | –     |
| Partito Democratico Nazionale          | 26 677    | 2,02  | 1     |
| Democracia Agrario Laborista           | 7 700     | 0,58  | –     |
| Totale                                 | 1 323 812 | 100   | 20    |

#### Riepilogo per provincia
| Provincia                   | PDC     | PR      | PS      | PC      | PCU    | AN     | PL     | PADENA | DAL   | Totale    |
| --------------------------- | ------- | ------- | ------- | ------- | ------ | ------ | ------ | ------ | ----- | --------- |
| Atacama, Coquimbo           | 36.449  | 27.114  | 15.809  | 22.060  | -      | -      | 11.676 | -      | -     | 113.108   |
| Santiago                    | 477.457 | 91.231  | 97.409  | 120.028 | 68.681 | 55.287 | -      | -      | -     | 910.093   |
| Curicó-Talca, Maule-Linares | 57.384  | 21.568  | 34.523  | -       | 13.687 | -      | 13.090 | -      | -     | 140.252   |
| Biobío-Malleco, Cautín      | 61.951  | 31.325  | -       | -       | 13.761 | -      | 18.945 | 26.677 | 7.700 | 160.359   |
| Totale                      | 633.241 | 171.238 | 147.741 | 142.088 | 96.129 | 55.287 | 43.711 | 26.677 | 7.700 | 1.323.812 |